# OsteMed Klinik Bremervörde
Die OsteMed Klinik Bremervörde ist ein Krankenhaus in Bremervörde, im Landkreis Rotenburg (Wümme) in Niedersachsen.

## Bedeutung
Das Krankenhaus der „gehobenen“ Grund- und Regelversorgung versorgt mit seinen 162 Betten vor allem den Norden des Landkreises Rotenburg (Wümme) sowie die angrenzenden Gemeinden der Landkreise Stade und Cuxhaven. Jährlich werden etwa 10.000 Patienten stationär und 16.000 Patienten ambulant behandelt.

## Fachabteilungen
- Klinik für Allgemein- und Viszeralchirurgie
- Klinik für Anästhesie und Intensivmedizin
- Klinik für Geriatrie und Akutgeriatrie
- Klinik für Gynäkologie & Geburtshilfe
- Klinik für Innere Medizin (mit den Fachbereichen Gastroenterologie und Kardiologie)
- Klinik für Orthopädie und Unfallchirurgie
- Zentrum für Interdisziplinäre Multimodale Schmerztherapie

## OsteMed Kliniken und Pflege GmbH
Die OsteMed Kliniken und Pflege GmbH betreiben neben der OsteMed Klinik Bremervörde noch folgende Einrichtungen:
- ein Medizinisches Versorgungszentrum in Zeven
- zwei Seniorenheime:
  - Haus im Park Bremervörde
  - Seniorensitz und Pflegeheim Zeven
- und eine Pflegeschule in Bremervörde.

Zudem wird in Bremervörde, Zeven und Ahlerstedt ein Ambulanter Pflegedienst angeboten. Die Gesellschafter sind seit Januar 2016 der Landkreis Rotenburg (Wümme) (49 %, Vetorecht) und die Elbe Kliniken Stade-Buxtehude GmbH (51 %).